# Heinzelmann (Familienname)
Heinzelmann ist ein deutscher Familienname.

## Herkunft und Bedeutung
Bei Heinzelmann handelt es sich um ein Patronym zu einer Kurzform der Rufnamen Heinrich oder Heinold.

## Varianten
- Heinzel, Heinzmann, Heintzmann, Heintzelmann, Heinzlmann

## Namensträger
- Alice Heinzelmann (1925–1999), Schweizer Schriftstellerin
- Christoph Friedrich Heinzelmann (1786–1847), deutscher Kaufmann, Industrieller und Landtagsabgeordneter; Mitglied der Kaufmanns-, Bankiers- und Industriellenfamilie Heinzelmann aus Kaufbeuren (siehe auch dort)
- Conrad Heinzelmann (um 1400–1454), deutscher Baumeister und Büchsengießer
- Emma Heinzelmann (* 1930), ungarische Illustratorin
- Ernst Heinzelmann (1892–1986), deutscher Bankmanager und Politiker (SPD)
- Friedrich Ritter von Heinzelmann (1853–1945), Präsident des Oberlandesgerichts München und Mitglied des Bayerischen Reichsrats
- Gerhard Heinzelmann (1884–1951), deutscher Theologe, Hochschullehrer und -rektor
- Gertrud Heinzelmann (1914–1999), Schweizer Rechtsanwältin und Frauenrechtlerin
- Johann Christian Friedrich Heinzelmann (1762–1830), Landvogt in Süderdithmarschen
- Johannes Heinzelmann (1873–1946), österreichischer evangelischer Theologe und Superintendent der Diözese Wien
- Josef Heinzelmann (1936–2010), deutscher Dramaturg, Regisseur und Historiker
- Markus Heinzelmann (Kurator) (* 1965), deutscher Kunsthistoriker und Kurator
- Markus Heinzelmann (Regisseur) (* 1968), deutscher Regisseur
- Martin Heinzelmann (* 1942), deutscher Historiker
- Mauretta Heinzelmann (* 1965), deutsche Musikerin, Musikkritikerin und Hörfunkmoderatorin
- Max Heinzelmann (1990–2017), deutscher Pokerspieler
- Michael Heinzelmann (* 1966), deutscher Klassischer Archäologe
- Otto Heinzelmann (1852–1930), deutscher Buchhändler
- Paul Heinzelmann (1888–1961), deutscher Schriftsteller, Drucker und Verleger
- Ritzi Heinzelmann (* 1927), Schweizer Textilkünstlerin
- Tobias Heinzelmann (Islamwissenschaftler) (* 1970), deutsch-schweizerischer Islamwissenschaftler
- Tobias Heinzelmann (Handballspieler) (* 1999), deutscher Handballspieler
- Ursula Heinzelmann (* 1963), deutsche Gastronomie- und Weinautorin
- Viola A. Heinzelmann (* 1969), Schweizer Gynäkologin, Leitende Ärztin, Professorin und Hochschullehrerin
- Wilhelm Heinzelmann (1892–1968), deutscher Politiker (Deutsche Gemeinschaft, Deutsche Partei)